# Mărțișor
Mărțișor je ljudski običaj, ki ga izvajajo na začetku pomladi v Romuniji in Moldaviji ter vključuje majhen okrasen predmet, izdelan iz prepletenih belih in rdečih vrvic z visečimi resicami. Dandanes ljudje nosijo ta predmet pripet na prsih kot broško ali značko na začetku meseca, od 1. marca dalje. Po nekaterih starejših izročilih naj bi se nosil od prvega marčevskega mlaja do naslednjega pomembnejšega lokalnega praznika, kar je lahko bilo kadarkoli med 9. marcem in 1. majem, ponekod pa do cvetenja prvega drevja. Včasih so ga bolj pogosto nosili zavezanega kot zapestnico ali verižico.
Beseda Mărțișor je manjšalnica od marț, starega imena za marec (martie v sodobni romunščini), dobesedno torej »mali marec«. Med folkloristi ni enotnega mnenja o izvoru običaja: po nekaterih naj bi bil povezan s praznovanjem rimskega novega leta, ki je bilo povezano z bogom Marsom, drugi pa menijo, da izvira iz dakijskih običajev.
Zelo podobni so martenica v Bolgariji, martinka v Severni Makedoniji in še več običajev pri drugih ljudstvih Jugovzhodne Evrope. Skupaj so vpisani na reprezentativni Unescov seznam nesnovne kulturne dediščine človeštva.

## Predmet
V današnjem času je Mărțișor izdelan iz svilenih niti, skoraj izključno rdečih in belih. Pred 19. stoletjem so bile v uporabi tudi druge barve: črna in bela v Mehedințiju in pri Aromunih, črna in rdeča v Brăili, bela in modra v Vrancei ter pisane barve v Transilvaniji in Moldaviji. Bolj raznoliki so bili tudi materiali, od volne, lana in bombaža do svile.
Z nitmi so bili privezani razni predmeti za srečo, največkrat srebrni kovanci ali križi. Kasneje so začeli te okraske oblikovati v štiriperesne deteljice, pikapolonice, zvončke idr. Bolgarska martenica ima resice oblikovane v majhni lutki, imenovani Pižo in Penda, v Moldaviji pa so v drugi polovici 20. stoletja začeli vključevati razne etnografske predmete.
Nitke naj bi simbolizirale »funia anului« – vrv leta, ki prepleta pomlad in zimo, obesek pa srečo in blagostanje ali kot talisman prinaša nosilcu zdravje in lepoto. Po tem, ko so predmet sneli, so ga običajno zavezali na vejo drevesa ali položili na ograjo kot darilo pticam selivkam, ki so se takrat vračale z juga. Manj običajno, a pogosto izpričano v Dobrudži, so ga pustili pod kamnom in razumeli kot znamenje, kakšne žuželke so opazili tam, ga vrgli v reko ali izvir oziroma ga celo sežgali.